# Лимо, Бенджамин
Бенджамин Кипкоэч Лимо (англ. Benjamin Kipkoech Limo; 23 августа 1974) — кенийский легкоатлет, бегун на длинные дистанции. Специализировался в беге на 5000 метров и в беге по пересечённой местности. Чемпион мира по кроссу 1999 года на короткой дистанции. Серебряный призёр мирового первенства 1999 года с результатом 12.58,72. Стал победителем чемпионата мира 2005 года в Хельсинки, показав время 13.32,55. 
В 2005 году занял 6-е место на Амстердамском марафоне с результатом 2:12.13. На Лос-Анджелесском марафоне 2009 года занял 6-е место с результатом 2:14.38.